# سكوت ماكتوميني
سكوت فرانسيس ماكتوميني (بالإنجليزية: Scott McTominay)‏ ولد في 8 ديسمبر 1996) هو لاعب كرة قدم اسكتلندي يلعب مع نابولي الإيطالي كلاعب خط وسط.

## أهدافه الدولية
| #  | التاريخ        | المكان                                       | المشاركة | الخصم    | الهدف | النتيجة | المسابقة                     |
| -- | -------------- | -------------------------------------------- | -------- | -------- | ----- | ------- | ---------------------------- |
| 1  | 9 أوكتوبر 2021 | هامبدن بارك، غلاسكو، إسكتلندا                | 27       | إسرائيل  | 3–2   | 3–2     | تصفيات كأس العالم 2022       |
| 2  | 25 مارس 2023   | هامبدن بارك، غلاسكو، إسكتلندا                | 38       | قبرص     | 2–0   | 3–0     | تصفيات بطولة أمم أوروبا 2024 |
| 3  | 25 مارس 2023   | هامبدن بارك، غلاسكو، إسكتلندا                | 38       | قبرص     | 3–0   | 3–0     | تصفيات بطولة أمم أوروبا 2024 |
| 4  | 28 مارس 2023   | هامبدن بارك، غلاسكو، إسكتلندا                | 39       | إسبانيا  | 1–0   | 2–0     | تصفيات بطولة أمم أوروبا 2024 |
| 5  | 28 مارس 2023   | هامبدن بارك، غلاسكو، إسكتلندا                | 39       | إسبانيا  | 2–0   | 2–0     | تصفيات بطولة أمم أوروبا 2024 |
| 6  | 20 يونيو 2023  | هامبدن بارك، غلاسكو، إسكتلندا                | 41       | جورجيا   | 2–0   | 2–0     | تصفيات بطولة أمم أوروبا 2024 |
| 7  | 8 سبتمبر 2023  | أيك أرينا، لارانكا، قبرص                     | 42       | قبرص     | 1–0   | 3–0     | تصفيات بطولة أمم أوروبا 2024 |
| 8  | 16 نوفمبر 2023 | بوريس بايتشادزه دينامو أرينا، تبليسي، جورجيا | 46       | جورجيا   | 1–1   | 2–2     | تصفيات بطولة أمم أوروبا 2024 |
| 9  | 19 يونيو 2024  | ملعب راين إنرجي، كولونيا، ألمانيا            | 51       | سويسرا   | 1–0   | 1–1     | بطولة أمم أوروبا 2024        |
| 10 | 5 سبتمبر 2024  | هامبدن بارك، غلاسكو، إسكتلندا                | 53       | بولندا   | 2–2   | 2–3     | دوري الأمم الأوروبية 2024–25 |
| 11 | 8 سبتمبر 2024  | ملعب دا لوز، ليشبونة، البرتغال               | 54       | البرتغال | 1–0   | 1–2     | دوري الأمم الأوروبية 2024–25 |

## وصلات خارجية
- سكوت ماكتوميني على موقع الاتحاد الدولي (مؤرشف)  (الإنجليزية)
- سكوت ماكتوميني على موقع الاتحاد الأوربي (الإنجليزية)
- سكوت ماكتوميني على موقع الاتحاد الإسكتلندي (الإنجليزية)
- سكوت ماكتوميني على موقع إي إس بي إن إف سي (الإنجليزية)
- سكوت ماكتوميني على موقع قاعدة بيانات كرة القدم.إي يو (الإنجليزية)
- سكوت ماكتوميني على موقع ليكيب (الفرنسية)
- سكوت ماكتوميني على موقع ناشيونال فوتبول تيمز (الإنجليزية)
- سكوت ماكتوميني على موقع Soccerbase.com (لاعب) (الإنجليزية)
- سكوت ماكتوميني على موقع Soccerway.com (الإنجليزية)
- سكوت ماكتوميني على موقع عالم كرة القدم.نت (الإنجليزية)